# CFR IRV
Societatea Comercială CFR Întreținere și Reparații Vagoane (SC CFR IRV) este o companie deținută de Statul Român, cu sediul la Constanța.
Obiectul de activitate al companiei este repararea și revizia ale vagoanelor de marfă și de călători, modernizări ale vagoanelor de marfă și călători, producerea, recondiționarea și repararea de piese și echipamente pentru mijloacele de transport.
CFR IRV a fost înființată în august 2001, prin desprinderea din CFR.